# Guísamo
Guísamo (llamada oficialmente Santa María de Guísamo) es una parroquia española del municipio de Bergondo, en la provincia de La Coruña, Galicia.

## Entidades de población
Entidades de población que forman parte de la parroquia:
- Brea (A Brea)
- Baldomir
- Bos
- Loureda
- Corral da Iglesia (O Corral da Igrexa)
- Vilar (O Vilar)
- Pedras Brancas
- Ruanova
- Sampaio (San Paio)
- Sobre da Iglesia (Sobre a Igrexa)

## Demografía
| Gráfica de evolución demográfica de Guísamo entre 2000 y 2018 |
|                                                               |
| Datos según el nomenclátor publicado por el INE.              |